# 제이미슨 뉴랜더
제이미슨 뉴랜더(Jamison Newlander, 1970년 4월 2일 ~ )는 미국의 배우, 영화배우이다.
로스앤젤레스에서 태어났다.

## 영화
- 본 토마호크 (2015년) - 시장 역
- 로스트 보이 2 : 더 트라이브 (2008년)
- 우주 생명체 블롭 (1988년)
- 로스트 보이 (1987년) - 앨런 프로그 역